# قائمة تشريعات الأسواق والأدوات المالية غير المصرفية (مصر)
قوانين وقرارات الأسواق والأدوات المالية غير المصرفية في مصر

## الرقابة على الأسواق المالية غير المصرفية
| م | التشريع المنظم                                                           | تشريعات التعديلات | قرارات اللائحة التنفيذية للتشريع المنظم                                               | الحالة | ملاحظات |
| - | ------------------------------------------------------------------------ | ----------------- | ------------------------------------------------------------------------------------- | ------ | --- |
|   | تنظيم الرقابة على الأسواق والأدوات المالية غير المصرفية رقم 10 لسنة 2009 | رقم 71 لسنة 2019  | النظام الأساسي للهيئة العامة للرقابة المالية: - قرار رئيس الجمهورية رقم 192 لسنة 2009 |        | أنشئت بموجبه: - الهيئة العامة للرقابة المالية وتتبع الوزير المختص لتحل محل كل من: - الهيئة المصرية للرقابة على التأمين - الهيئة العامة لسوق المال - الهيئة العامة لشئون التمويل العقاري فيما تختص به في أية قوانين أو قرارات |

## التأمين
| م                            | التشريع المنظم                                                                               | تشريعات التعديلات                                                                                | قرارات اللائحة التنفيذية للتشريع المنظم | الحالة | ملاحظات |
| ---------------------------- | -------------------------------------------------------------------------------------------- | ------------------------------------------------------------------------------------------------ | --- | ------ | --- |
| التأمين الموحد               |                                                                                              |                                                                                                  | |        | |
|                              | التأمين الموحد رقم 155 لسنة 2024                                                             |                                                                                                  | | ساري   | ألغي بموجبه: - القانون رقم 54 لسنة 1975 - القانون رقم 10 لسنة 1981 - القانون رقم 72 لسنة 2007 - المواد من 747 إلى 771 من القانون المدني رقم 131 لسنة 1948 |
| الإشراف والرقابة على التأمين |                                                                                              |                                                                                                  | |        | |
|                              | إنشاء هيئة القطاع العام للتأمين قرار رئيس الجمهورية رقم 529 لسنة 1983                        | قرار رئيس الجمهورية رقم 39 لسنة 1989                                                             | | ملغي   | |
|                              | الإشراف والرقابة على التأمين رقم 10 لسنة 1981                                                | - رقم 98 لسنة 2015 - رقم 118 لسنة 2008 - رقم 156 لسنة 1998 - رقم 91 لسنة 1995 - رقم 30 لسنة 1989 | - قرار وزاري رقم 6 لسنة 2009 - قرار وزاري رقم 245 لسنة 2008 - قرار وزاري رقم 73 لسنة 2004 - قرار وزاري رقم 157 لسنة 2003 - قرار وزاري رقم 15 لسنة 2002 - قرار وزاري رقم 599 لسنة 2001 - قرار وزاري رقم 722 لسنة 2000 - قرار وزاري رقم 158 لسنة 1999 - قرار وزاري رقم 45 لسنة 1999 - قرار وزاري رقم 356 لسنة 1998 - قرار وزاري رقم 195 لسنة 1998 - قرار وزاري رقم 97 لسنة 1998 - قرار وزاري رقم 4 لسنة 1998 - قرار وزاري رقم 362 لسنة 1996 | ملغي   | أنشئت بموجبه: - الهيئة المصرية للرقابة على التأمين ألغي بموجبه: - القانون رقم 119 لسنة 1975 - قرار رئيس الجمهورية رقم 221 لسنة 1976                       |
|                              | إنشاء الهيئة المصرية العامة للتأمين قرار رئيس الجمهورية رقم 221 لسنة 1976                    |                                                                                                  | | ملغي   | |
|                              | شركات التأمين رقم 119 لسنة 1975                                                              |                                                                                                  | | ملغي   | ألغي بموجبه: - القانون رقم 195 لسنة 1959 |
|                              | إدماج مصلحة التأمين في المؤسسة المصرية العامة للتأمين قرار رئيس الجمهورية رقم 1136 لسنة 1965 |                                                                                                  | |        | |
|                              | هيئات التأمين رقم 195 لسنة 1959                                                              |                                                                                                  | | ملغي   | ألغي بموجبه: - القانون رقم 156 لسنة 1950 عدا أحكام الباب الثالث منه الخاص بصناديق الإعانات                                                                |
|                              | الإشراف والرقابة على هيئات التأمين وتكوين الأموال رقم 156 لسنة 1950                          | - رقم 162 لسنة 1957 - رقم 23 لسنة 1957 - رقم 359 لسنة 1954 - رقم 282 لسنة 1952                   | | ملغي   | ألغي بموجبه: - القانون رقم 92 لسنة 1939 |
|                              | الإشراف والرقابة على هيئات التأمين رقم 92 لسنة 1939                                          |                                                                                                  | | ملغي   | |
| صناديق التأمين الخاصة        |                                                                                              |                                                                                                  | |        | |
|                              | صناديق التأمين الخاصة رقم 54 لسنة 1975                                                       |                                                                                                  | قرار وزاري رقم 78 لسنة 1977 | ملغي   | |
| التأمين الاجباري             |                                                                                              |                                                                                                  | |        | |
|                              | التأمين الاجباري عن المسؤولية المدنية الناشئة عن حوادث مركبات النقل السريع رقم 72 لسنة 2007  |                                                                                                  | | ملغي   | ألغي بموجبه: - القانون رقم 652 لسنة 1955 |
|                              | التأمين الاجباري من المسؤولية المدنية الناشئة عن حوادث السيارات رقم 652 لسنة 1955            |                                                                                                  | | ملغي   | |

## سوق رأس المال
| م                                                       | التشريع المنظم | تشريعات التعديلات | قرارات اللائحة التنفيذية للتشريع المنظم | الحالة | ملاحظات                                                                                              |
| ------------------------------------------------------- | --- | --- | --- | ------ | --- |
| سوق رأس المال                                           | | | |        | |
|                                                         | سوق رأس المال رقم 95 لسنة 1992 | - رقم 13 لسنة 2022 - رقم 17 لسنة 2018 - رقم 27 لسنة 2014 - رقم 123 لسنة 2008 - رقم 143 لسنة 2004 - رقم 13 لسنة 2004 - رقم 158 لسنة 1998 - رقم 89 لسنة 1996 - رقم 10 لسنة 1995 | - قرار رئيس مجلس الوزراء رقم 2482 لسنة 2025 - قرار رئيس مجلس الوزراء رقم 1539 لسنة 2025 - قرار رئيس مجلس الوزراء رقم 2423 لسنة 2024 - قرار رئيس مجلس الوزراء رقم 4664 لسنة 2022 - قرار رئيس مجلس الوزراء رقم 3456 لسنة 2022 - قرار رئيس مجلس الوزراء رقم 1109 لسنة 2022 - قرار رئيس مجلس الوزراء رقم 1760 لسنة 2020 - قرار رئيس مجلس الوزراء رقم 2216 لسنة 2019 - قرار رئيس مجلس الوزراء رقم 1347 لسنة 2019 - قرار رئيس مجلس الوزراء رقم 2479 لسنة 2018 - قرار وزاري رقم 33 لسنة 2017 - قرار رئيس مجلس الوزراء رقم 909 لسنة 2014 - قرار وزاري رقم 22 لسنة 2014 - قرار رئيس مجلس الوزراء رقم 572 لسنة 2012 - قرار رئيس مجلس الوزراء رقم 345 لسنة 2011 - قرار وزاري رقم 64 لسنة 2010 - قرار وزاري رقم 1 لسنة 2010 - قرار وزاري رقم 10 لسنة 2009 - قرار وزاري رقم 126 لسنة 2008 - قرار وزاري رقم 294 لسنة 2007 - قرار وزاري رقم 209 لسنة 2007 - قرار وزاري رقم 84 لسنة 2007 - قرار وزاري رقم 12 لسنة 2007 - قرار وزاري رقم 314 لسنة 2006 - قرار وزاري رقم 301 لسنة 2006 - قرار وزاري رقم 141 لسنة 2006 - قرار وزاري رقم 140 لسنة 2006 - قرار وزاري رقم 139 لسنة 2006 - قرار وزاري رقم 14 لسنة 2006 - قرار وزاري رقم 1 لسنة 2006 - قرار وزاري رقم 192 لسنة 2005 - قرار وزاري رقم 383 لسنة 2004 - قرار وزاري رقم 146 لسنة 2004 - قرار وزاري رقم 54 لسنة 2004 - قرار وزاري رقم 517 لسنة 2003 - قرار وزاري رقم 321 لسنة 2003 - قرار وزاري رقم 441 لسنة 2002 - قرار وزاري رقم 709 لسنة 2001 - قرار وزاري رقم 620 لسنة 2001 - قرار وزاري رقم 340 لسنة 2001 - قرار وزاري رقم 200 لسنة 2001 - قرار وزاري رقم 586 لسنة 2000 - قرار وزاري رقم 92 لسنة 2000 - قرار وزاري رقم 44 لسنة 2000 - قرار وزاري رقم 43 لسنة 2000 - قرار وزاري رقم 276 لسنة 1999 - قرار وزاري رقم 42 لسنة 1999 - قرار وزاري رقم 478 لسنة 1998 - قرار وزاري رقم 447 لسنة 1998 - قرار وزاري رقم 397 لسنة 1998 - قرار وزاري رقم 39 لسنة 1998 - قرار وزاري رقم 135 لسنة 1993 |        | ألغي بموجبه: - القانون رقم 161 لسنة 1957                                                             |
|                                                         | إنشاء الهيئة العامة لسوق المال قرار رئيس الجمهورية رقم 520 لسنة 1979 | | |        | |
|                                                         | اللائحة العامة لبورصات الأوراق المالية رقم 161 لسنة 1957 | - رقم 121 لسنة 1981 - رقم 279 لسنة 1960 - رقم 113 لسنة 1959 | |        | ألغي بموجبه: - اللائحة العامة لبورصات الأوراق المالية المصدق عليها بالمرسوم الصادر في 31 ديسمبر 1933 |
|                                                         | تنظيم بيع الأوراق المالية بالآجل رقم 331 لسنة 1956 | | |        | ألغي بموجبه: - القانون رقم 54 لسنة 1945                                                              |
|                                                         | التعامل في الأوراق المالية رقم 326 لسنة 1953 | رقم 164 لسنة 1956 | |        | |
|                                                         | تنظيم بيع الأوراق المالية بالآجل رقم 54 لسنة 1945 | رقم 317 لسنة 1955 | |        | |
|                                                         | فرض رسم انتقال على شراء الأوراق المالية رقم 94 لسنة 1943 | رقم 77 لسنة 1947 | |        | |
|                                                         | اللائحة العامة لبورصات الأوراق المالية المصدق عليها بالمرسوم الصادر في 31 ديسمبر 1933. | | |        | |
| أنشطة الشركات العاملة في مجال الأوراق المالية           | | | |        | |
|                                                         | قرار وزاري رقم 113 لسنة 2018 | قرار رئيس مجلس الوزراء رقم 401 لسنة 2022 | |        | |
|                                                         | قرار وزاري رقم 295 لسنة 2007 | | |        | |
|                                                         | قرار وزاري رقم 293 لسنة 2007 | | |        | |
|                                                         | قرار وزاري رقم 101 لسنة 2007 | | |        | |
|                                                         | قرار وزاري رقم 697 لسنة 2001 | | |        | |
|                                                         | قرار وزاري رقم 184 لسنة 1995 | | |        | |
| إدارة البورصة                                           | | | |        | |
|                                                         | الأحكام المنظمة لإدارة البورصة المصرية وشئونها المالية قرار رئيس الجمهورية رقم 191 لسنة 2009 | قرار رئيس الجمهورية رقم 274 لسنة 2017 | |        | ألغي بموجبه: - قرار رئيس الجمهورية رقم 51 لسنة 1997                                                  |
|                                                         | الأحكام المنظمة لإدارة بورصتي الأوراق المالية بالقاهرة والإسكندرية وشؤونهما المالية قرار رئيس الجمهورية رقم 51 لسنة 1997 | | |        | |
| الإيداع والقيد المركزي للأوراق المالية                  | | | |        | |
|                                                         | قانون الإيداع والقيد المركزي للأوراق المالية رقم 93 لسنة 2000 | - رقم 143 لسنة 2020 - رقم 127 لسنة 2009 - رقم 143 لسنة 2004 | - قرار رئيس مجلس الوزراء رقم 421 لسنة 2012 - قرار وزاري رقم 193 لسنة 2005 - قرار وزاري رقم 554 لسنة 2002 - قرار وزاري رقم 906 لسنة 2001 |        | |
| عمولات السمسرة ورسوم قيد الأوراق المالية                | | | |        | |
|                                                         | تحديد عمولات السمسرة ورسوم قيد الأوراق المالية ومقابل الخدمات عن عمليات البورصة قرار وزاري رقم 231 لسنة 2008 | - قرار رئيس مجلس الوزراء رقم 831 لسنة 2014 - قرار وزاري رقم 137 لسنة 2013 | |        | ألغي بموجبه: - القرار الوزاري رقم 258 لسنة 2007                                                      |
|                                                         | تحديد رسوم قيد الأوراق المالية التي تصدرها الشركات الصغيرة والمتوسطة ومقابل الخدمات عن العمليات التي تتم لها بالبورصة قرار وزاري رقم 259 لسنة 2007                                                                          | قرار رئيس مجلس الوزراء رقم 831 لسنة 2014 | |        | |
|                                                         | تحديد عمولات السمسرة ورسوم قيد الأوراق المالية ومقابل الخدمات عن عمليات البورصة قرار وزاري رقم 258 لسنة 2007 | | |        | |
| صندوق تأمين المتعاملين في الأوراق المالية               | | | |        | |
|                                                         | إعادة تنظيم صندوق تأمين المتعاملين من المخاطر غير التجارية عن أنشطة الشركات المقيد لها أوراق أو أدوات مالية بالبورصات المصرية أو العاملة في مجال الأوراق المالية والأدوات المالية قرار رئيس مجلس الوزراء رقم 2339 لسنة 2019 | قرار رئيس مجلس الوزراء رقم 1015 لسنة 2020 | |        | |
|                                                         | إنشاء صندوق تأمين المتعاملين في الأوراق المالية من المخاطر المالية غير التجارية الناشئة عن أنشطة الشركات العاملة في مجال الأوراق المالية قرار رئيس مجلس الوزراء رقم 1764 لسنة 2004                                          | - قرار رئيس مجلس الوزراء رقم 1576 لسنة 2014 - قرار رئيس مجلس الوزراء رقم 410 لسنة 2011 - قرار رئيس مجلس الوزراء رقم 355 لسنة 2011                                             | |        | |
| قانون التجارة فيما يتعلق بسوق الأوراق المالية (البورصة) | | | |        | |
|                                                         | قانون التجارة رقم 17 لسنة 1999: الفصل السادس - سوق الأوراق المالية (البورصة) | | |        | |

## التمويل والتخصيم
| م                                               | التشريع المنظم                                                    | تشريعات التعديلات                                         | قرارات اللائحة التنفيذية للتشريع المنظم | الحالة | ملاحظات |
| ----------------------------------------------- | ----------------------------------------------------------------- | --------------------------------------------------------- | --- | ------ | --- |
| التأجير التمويلي والتخصيم                       |                                                                   |                                                           | |        | |
|                                                 | التأجير التمويلي والتخصيم رقم 176 لسنة 2018                       | قرار رئيس مجلس الوزراء رقم 2805 لسنة 2018                 | |        | ألغي بموجبه: - القانون رقم 95 لسنة 1995 - قرار رئيس مجلس الوزراء رقم 1446 لسنة 2003 |
|                                                 | نشاط التخصيم قرار رئيس مجلس الوزراء رقم 1446 لسنة 2003            |                                                           | | ملغي   | |
|                                                 | التأجير التمويلي رقم 95 لسنة 1995                                 | رقم 16 لسنة 2001                                          | - قرار وزاري رقم 1799 لسنة 2002 - قرار وزاري رقم 473 لسنة 1997 - قرار وزاري رقم 962 لسنة 1996 - قرار وزاري رقم 846 لسنة 1995                                                                                      | ملغي   | |
| التمويل متناهي الصغر                            |                                                                   |                                                           | |        | |
|                                                 | تنظيم نشاط التمويل متناهي الصغر رقم 141 لسنة 2014                 | رقم 201 لسنة 2020                                         | |        | |
| التمويل العقاري                                 |                                                                   |                                                           | |        | |
|                                                 | الإسكان الاجتماعي ودعم التمويل العقاري رقم 93 لسنة 2018           |                                                           | |        | أنشئ بموجبه صندوق الإسكان الإجتماعي ودعم التمويل العقاري ليحل محل: - صندوق تمويل الإسكان الإجتماعي - صندوق ضمان ودعم نشاط التمويل العقاري ألغي بموجبه: - القانون رقم 33 لسنة 2014 - المواد رقم (5، 35، 36، 36 مكرر، 48 مكرر) من القانون رقم 148 لسنة 2001 |
|                                                 | الإسكان الإجتماعي رقم 33 لسنة 2014                                |                                                           | | ملغي   | |
|                                                 | قرار رئيس الجمهورية رقم 277 لسنة 2001                             |                                                           | |        | أنشئت بموجبه الهيئة العامة لشئون التمويل العقاري |
|                                                 | التمويل العقاري رقم 148 لسنة 2001                                 | - رقم 93 لسنة 2018 - رقم 55 لسنة 2014 - رقم 143 لسنة 2004 | - قرار رئيس مجلس الوزراء رقم 2 لسنة 2015 - قرار رئيس مجلس الوزراء رقم 1 لسنة 2015 - قرار رئيس مجلس الوزراء رقم 1864 لسنة 2008 - قرار رئيس مجلس الوزراء رقم 465 لسنة 2005 - قرار رئيس مجلس الوزراء رقم 1 لسنة 2001 |        | نص على إنشاء هيئة تختص بشئون التمويل العقاري |
| التمويل الاستهلاكي                              |                                                                   |                                                           | |        | |
|                                                 | تنظيم نشاط التمويل الاستهلاكي رقم 18 لسنة 2020                    |                                                           | |        | |
| الضمانات المنقولة                               |                                                                   |                                                           | |        | |
|                                                 | تنظيم الضمانات المنقولة رقم 115 لسنة 2015                         |                                                           | - قرار وزاري رقم 108 لسنة 2016 - قرار رئيس مجلس الوزراء رقم 908 لسنة 2020 |        | |
| الشركات العاملة في مجال تلقي الأموال لاستثمارها |                                                                   |                                                           | |        | |
|                                                 | الشركات العاملة في مجال تلقي الأموال لاستثمارها رقم 146 لسنة 1988 |                                                           | قرار وزاري رقم 344 لسنة 1988 |        | |

## التكنولوجيا المالية
| م                                                   | التشريع المنظم                                                                           | تشريعات التعديلات | قرارات اللائحة التنفيذية للتشريع المنظم   | الحالة | ملاحظات |
| --------------------------------------------------- | ---------------------------------------------------------------------------------------- | ----------------- | ----------------------------------------- | ------ | ------- |
| التكنولوجيا المالية في الأنشطة المالية غير المصرفية |                                                                                          |                   |                                           |        |         |
|                                                     | تنظيم وتنمية استخدام التكنولوجيا المالية في الأنشطة المالية غير المصرفية رقم 5 لسنة 2022 |                   |                                           |        |         |
| وسائل الدفع غير النقدي                              |                                                                                          |                   |                                           |        |         |
|                                                     | تنظيم استخدام وسائل الدفع غير النقدي رقم 18 لسنة 2019                                    |                   | قرار رئيس مجلس الوزراء رقم 1776 لسنة 2020 |        |         |

## أنظر أيضاً
- قائمة تشريعات الاستثمار والمناطق الحرة (مصر)
- قائمة تشريعات المناطق الاقتصادية (مصر)
- قائمة تشريعات التعاقدات والمناقصات والمزايدات (مصر)
- قائمة تشريعات الطاقة والثروة المعدنية (مصر)
- قائمة تشريعات السياحة (مصر)
- قائمة تشريعات الصناعة (مصر)
- قائمة تشريعات الزراعة (مصر)
- قائمة تشريعات النقل (مصر)
- قائمة تشريعات التعمير (مصر)
- قائمة تشريعات الصحة (مصر)
- قائمة تشريعات الرياضة (مصر)
- قائمة تشريعات التنمية (مصر)
- قائمة تشريعات التجارة (مصر)
- قائمة تشريعات المواصفات والقياس (مصر)
- قائمة تشريعات الشركات (مصر)
- قائمة تشريعات الاستيراد والتصدير (مصر)
- قائمة تشريعات الإتفاقيات الدولية (مصر)
- قائمة تشريعات الرقابة والحماية والتحكيم (مصر)
- قائمة تشريعات المصارف والنقد (مصر)
- قائمة تشريعات الضرائب والجمارك والرسوم (مصر)
- قائمة تشريعات العمل (مصر)